# Khaled Hosseini
Khaled Hosseini  (Perzisch/Pasjtoe: خالد حسینی) (Kabul, 4 maart 1965) is een Amerikaanse schrijver en arts van Afghaanse afkomst.

## Levensloop
Zijn vader was werkzaam bij het Afghaanse ministerie van Buitenlandse Zaken, zijn moeder was een lerares op een middelbare school voor meisjes in Kabul. In 1970 zond het ministerie de familie uit naar Teheran, Iran, waar zijn vader voor de Afghaanse ambassade ging werken. In 1973 ging zijn hele familie terug naar Kabul, en zijn jongste broer is in dit jaar geboren. In 1976 vond zijn vader een baan in Parijs, Frankrijk. In 1978 vond er een bloedige staatsgreep plaats in het thuisland, waarbij de communisten aan de macht kwamen. Hierop besloot vader Hosseini om niet meer terug te keren naar Afghanistan, maar om politiek asiel aan te vragen in de Verenigde Staten. Rond 1980 vestigde de familie zich in San José, Californië. Omdat ze met weinig middelen de oversteek gemaakt hadden, leefden ze een korte periode in de bijstand.
Khaled Hosseini behaalde zijn middelbareschooldiploma in 1984 en ging studeren aan de Santa Clara-universiteit, waar hij vier jaar later zijn bachelor biologie behaalde. In 1989 ging hij geneeskunde studeren aan de Universiteit van San Diego, waar hij zijn titel als Doctor of Medicine behaalde. Hij voltooide zijn opleiding tot internist bij het Cedars-Sinai Medisch Centrum in Los Angeles in 1996.

## Invloeden
Als kind las Hosseini enorm veel, van Perzische literatuur tot vertalingen van buitenlandse romans, van Alice in Wonderland tot de misdaadverhalen van Mickey Spillane. Zijn herinneringen aan een vreedzaam Afghanistan, voor de inmenging van de Sovjet-Unie en zijn persoonlijke ervaringen met de etnische Hazara-bevolking waren de inspiratie voor zijn eerste roman De vliegeraar. Ook in zijn tweede roman, Duizend schitterende zonnen,  heeft hij delen uit zijn leven verwerkt.

## Romans
- De vliegeraar (2003, originele titel The kite runner) is het verhaal van Amir, een Afghaanse jongen die probeert een nauwere band met zijn vader te krijgen en tevens worstelt met een schokkende gebeurtenis in zijn jeugdjaren. De roman speelt zich af tegen de historische achtergrond van de val van de monarchie tot de instorting van het Talibanregime, en in de omgeving van San Francisco. Tot de vele thema's van het boek behoren de etnische spanningen tussen de Hazara- en Pashtun-bevolkingsgroepen, en de ervaringen van Amir en zijn vader als immigranten in de Verenigde Staten. Het boek was in de VS het op twee na bestverkopende boek van 2005 en is als film verschenen in 2008, zie The Kite Runner.[2]
- Duizend schitterende zonnen (2007, originele titel A Thousand Splendid Suns) is een kroniek van dertig jaar Afghaanse geschiedenis gezien door de ogen van twee vrouwen.
- En uit de bergen kwam de echo (2013, originele titel And the Mountains Echoed).

## Bestseller 60
| Boeken met noteringen in de Nederlandse Bestseller 60 | Jaar van verschijnen | Datum van binnenkomst | Hoogste positie | Aantal weken | Opmerkingen           |
| ----------------------------------------------------- | -------------------- | --------------------- | --------------- | ------------ | --------------------- |
| De vliegeraar                                         | 2005                 | 30-07-2005            | 1(11wk)         | 172          |                       |
| De vliegeraar                                         | 2007                 | 10-03-2007            | 32              | 7            | geïllustreerde editie |
| Duizend schitterende zonnen                           | 2007                 | 02-06-2007            | 1(9wk)          | 133          |                       |
| Duizend schitterende zonnen                           | 2007                 | 02-06-2007            | 10              | 15           | gebonden editie       |
| De vliegeraar                                         | 2007                 | 08-12-2007            | 4               | 25           | filmeditie            |
| En uit de bergen kwam de echo                         | 2013                 | 01-06-2013            | 1(4wk)          | 50*          |                       |
| En uit de bergen kwam de echo                         | 2013                 | 01-06-2013            | 3               | 4            |                       |